# Cuexcontitla
Cuexcontitla är en ort i Mexiko.   Den ligger i kommunen Benito Juárez och delstaten Veracruz, i den sydöstra delen av landet, 190 km nordost om huvudstaden Mexico City. Cuexcontitla ligger 309 meter över havet och antalet invånare är 240.
Terrängen runt Cuexcontitla är huvudsakligen kuperad. Cuexcontitla ligger nere i en dal. Runt Cuexcontitla är det ganska tätbefolkat, med 56 invånare per kvadratkilometer. Närmaste större samhälle är Xochiatipan de Castillo, 8,9 km väster om Cuexcontitla. Trakten runt Cuexcontitla består till största delen av jordbruksmark.